# George Benson

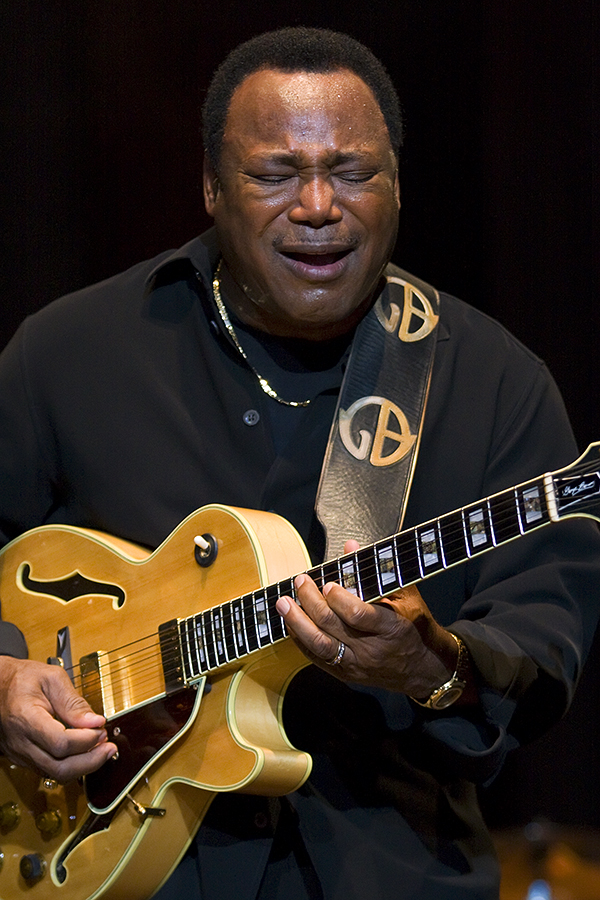
George Benson

George Benson (Pittsburgh (Pennsylvania), 22 maart 1943) is een Amerikaanse jazzgitarist en zanger.

## Biografie
Benson begon al op achtjarige leeftijd te zingen in nachtclubs. In 1954 nam hij zijn eerste langspeelplaat op, en in 1960 richt hij een rockband op, waar hij gitaar in speelde, en zong.
Beïnvloed door Charlie Christian en Wes Montgomery begon hij midden jaren 1960 met jazz. Hij speelde samen met onder andere Miles Davis of als begeleider bij Lou Donaldson. In deze tijd ontwikkelde hij zich als een van de beste jazzgitaristen ter wereld. In de jaren 1970 nam hij een reeks platen op voor het CTI-label van Creed Taylors, tot hij in 1976 overstapt naar Warner Brothers, waar hij met This Masquerade een miljoenenhit scoorde.

## Discografie

### Albums
| Album met eventuele hitnotering(en) in de Nederlandse Album Top 100 | Datum van verschijnen | Datum van binnenkomst | Hoogste positie | Aantal weken | Opmerkingen                         |
| ------------------------------------------------------------------- | --------------------- | --------------------- | --------------- | ------------ | ----------------------------------- |
| George Benson / Jack McDuff                                         | 1964                  | -                     |                 |              |                                     |
| The New Boss Guitar                                                 | 1964                  | -                     |                 |              |                                     |
| Benson Burner                                                       | 1965                  | -                     |                 |              |                                     |
| This is Jazz, Vol. 9                                                | 1965                  | -                     |                 |              |                                     |
| Its Uptown                                                          | 1966                  | -                     |                 |              |                                     |
| George Benson Cookbook                                              | 1966                  | -                     |                 |              |                                     |
| Benson Burner                                                       | 1966                  | -                     |                 |              |                                     |
| Blue Benson                                                         | 1967                  | -                     |                 |              |                                     |
| Willow Weep For Me                                                  | 1967                  | -                     |                 |              |                                     |
| Giblet Gravy                                                        | 1968                  | -                     |                 |              |                                     |
| Shape of Things to Come                                             | 1968                  | -                     |                 |              |                                     |
| Goodies                                                             | 1968                  | -                     |                 |              |                                     |
| Tell It Like It Is                                                  | 1969                  | -                     |                 |              |                                     |
| The other side of Abbey Road                                        | 1969                  | -                     |                 |              |                                     |
| I Got A Woman And Some Blues                                        | 1970                  | -                     |                 |              |                                     |
| Beyond the Blue Horizon                                             | 1971                  | -                     |                 |              | recorded at Van Gelder Studios (NL) |
| White Rabbit                                                        | 1971                  | -                     |                 |              |                                     |
| Jazz on a Sunday Afternoon Vol. 1 & 2                               | 1973                  | -                     |                 |              | Livealbum                           |
| Wichcraft                                                           | 1973                  | -                     |                 |              | Livealbum                           |
| Body Talk                                                           | 1973                  | -                     |                 |              |                                     |
| Bad Benson                                                          | 1974                  | -                     |                 |              |                                     |
| In Concert-Carnegie Hall                                            | 1975                  | -                     |                 |              | Livealbum                           |
| Good King Bad                                                       | 1975                  | -                     |                 |              |                                     |
| Breezin                                                             | 1976                  | -                     |                 |              |                                     |
| Benson & Farrell                                                    | 1976                  | -                     |                 |              |                                     |
| In Flight                                                           | 1977                  | -                     |                 |              |                                     |
| Livin Inside Your Love                                              | 1977                  | -                     |                 |              |                                     |
| Weekend in L.A                                                      | 1977                  | -                     |                 |              |                                     |
| Space Album                                                         | 1978                  | -                     |                 |              |                                     |
| In Your Eyes                                                        | 1978                  | -                     |                 |              |                                     |
| Take Five                                                           | 1979                  | -                     |                 |              |                                     |
| Cast Your Fate to the Wind                                          | 1980                  | -                     |                 |              |                                     |
| Give Me The Night                                                   | 1980                  | 04-10-1980            | 7               | 11           |                                     |
| GB                                                                  | 1981                  | -                     |                 |              |                                     |
| The George Benson Collection                                        | 1981                  | -                     |                 |              |                                     |
| Pacific Fire                                                        | 1983                  | -                     |                 |              |                                     |
| In your eyes                                                        | 1983                  | 11-06-1983            | 17              | 15           |                                     |
| 20/20                                                               | 1984                  | 02-02-1985            | 14              | 26           |                                     |
| Live in Concert                                                     | 1984                  | -                     |                 |              | Livealbum                           |
| Lovesongs                                                           | 1986                  | 07-06-1986            | 31              | 12           | Verzamelalbum                       |
| While The City Sleeps                                               | 1986                  | 13-09-1986            | 34              | 10           |                                     |
| Collaboration                                                       | 1987                  | 04-07-1987            | 25              | 12           | met Earl Klugh                      |
| Twice the Love                                                      | 1988                  | 10-09-1988            | 16              | 13           |                                     |
| Tenderly                                                            | 1989                  | 08-07-1989            | 54              | 10           |                                     |
| Big Boss Band                                                       | 1990                  | -                     |                 |              |                                     |
| Midnight moods (The love collection)                                | 1991                  | 16-11-1991            | 50              | 12           | Verzamelalbum                       |
| The Essence of George Benson                                        | 1992                  | -                     |                 |              |                                     |
| Love Remembers                                                      | 1993                  | -                     |                 |              |                                     |
| The Most Exciting New Guitarist on the Jazz Scene                   | 1994                  | -                     |                 |              |                                     |
| California Dreamin'                                                 | 1996                  | -                     |                 |              |                                     |
| Lil Darlin'                                                         | 1996                  | -                     |                 |              |                                     |
| Thats Right                                                         | 1996                  | -                     |                 |              |                                     |
| Standing Together                                                   | 1998                  | -                     |                 |              |                                     |
| Masquerade                                                          | 1998                  | -                     |                 |              |                                     |
| The Masquerade Is Over                                              | 1999                  | -                     |                 |              |                                     |
| Absolute Benson                                                     | 2000                  | -                     |                 |              |                                     |
| All Blues                                                           | 2001                  | -                     |                 |              |                                     |
| Blue Bossa                                                          | 2002                  | -                     |                 |              |                                     |
| After Hours                                                         | 2002                  | -                     |                 |              |                                     |
| Irreplaceable                                                       | 2004                  | 05-06-2004            | 80              | 1            |                                     |
| Golden Legends Live                                                 | 2004                  | -                     |                 |              |                                     |
| Jazz After Hours with George Benson                                 | 2005                  | -                     |                 |              |                                     |
| Best of George Benson                                               | 2005                  | -                     |                 |              | Livealbum                           |

| Album met hitnotering(en) in de Vlaamse Ultratop 200 albums | Datum van verschijnen | Datum van binnenkomst | Hoogste positie | Aantal weken | Opmerkingen |
| ----------------------------------------------------------- | --------------------- | --------------------- | --------------- | ------------ | ----------- |
| Inspiration - A Tribute to Nat King Cole                    | 2013                  | 22-06-2013            | 190             | 1            |             |

### Singles
| Single met eventuele hitnotering(en) in de Nederlandse Top 40 | Datum van verschijnen | Datum van binnenkomst | Hoogste positie | Aantal weken | Opmerkingen                 |
| ------------------------------------------------------------- | --------------------- | --------------------- | --------------- | ------------ | --------------------------- |
| This Masquerade                                               | 1977                  | 04-06-1977            | tip3            | -            |                             |
| Give Me the Night                                             | 1980                  | 20-09-1980            | 8               | 10           | Nr. 9 in de Single Top 100  |
| On Broadway                                                   | 1982                  | 10-04-1982            | 18              | 5            | Nr. 34 in de Single Top 100 |
| Lady Love Me (One More Time)                                  | 1983                  | 09-07-1983            | 30              | 3            | Nr. 50 in de Single Top 100 |
| Nothing's Gonna Change My Love for You                        | 1985                  | 27-04-1985            | tip3            | -            | Nr. 43 in de Single Top 100 |
| Kisses in the Moonlight                                       | 1986                  | 27-09-1986            | 32              | 4            | Nr. 39 in de Single Top 100 |

| Single met hitnotering(en) in de Vlaamse Ultratop 50 | Datum van verschijnen | Datum van binnenkomst | Hoogste positie | Aantal weken | Opmerkingen  |
| ---------------------------------------------------- | --------------------- | --------------------- | --------------- | ------------ | ------------ |
| Give Me the Night                                    | 1980                  | 04-10-1980            | 11              | 8            |              |
| Inside Love (So Personal)                            | 1982                  | 02-07-1983            | 28              | 4            |              |
| Lady Love Me (One More Time)                         | 1983                  | 30-07-1983            | 24              | 3            |              |
| Nothing's Gonna Change My Love for You               | 1985                  | 08-06-1985            | 29              | 3            |              |
| Humility                                             | 2018                  | 16-06-2018            | 49              | 1            | met Gorillaz |

### NPO Radio 2 Top 2000
| Nummer met noteringen in de NPO Radio 2 Top 2000 | '00  | '01  | '02 | '03  |
| ------------------------------------------------ | ---- | ---- | --- | ---- |
| Give Me the Night                                | 1831 | 1858 | -   | 1594 |

1. ↑  Een '-' betekent dat het nummer niet was genoteerd en een vetgedrukt getal geeft de hoogste notering aan.
2. ↑  2000 was het eerste jaar met een notering voor dit nummer.
3. ↑  Deze tabel is bijgewerkt tot en met de laatste editie (2024).